# Back by Midnight
Pour plus de détails, voir Fiche technique et Distribution.
Back by Midnight est une comédie américaine réalisée par Harry Basil et sortie en 2004.

## Fiche technique
- Titre original : Back by Midnight
- Réalisation : Harry Basil
- Scénario : Harry Basil et Rodney Dangerfield
- Musique : Christopher Lennertz
- Photographie : Ken Blakey
- Montage : Stephen Adrianson
- Décors :
- Costumes :
- Production : Joseph Merhi
  - Producteur exécutif : Jerry P. Jacobs et John J. Kelly
  - Producteur délégué : Jack Nasser, Nick N. Raslan et David Shoshan
- Société de production :
- Société de distribution : Imageworks Entertainment International
- Pays de production :  États-Unis
- Langue originale : anglais
- Format : couleur — 2,35:1
- Genre : Comédie
- Durée : 89 minutes
- Dates de sortie :
  - Hongrie : 16 septembre 2004
  - États-Unis : 25 janvier 2005

## Distribution
- Rodney Dangerfield : Jake Puloski
- Randy Quaid : Eli Rockwood
- Kirstie Alley : Gloria Beaumont
- Phil LaMarr : Mile Away
- Paul Rodriguez : Next Week
- Harland Williams : Shérif Hubbard
- Marty Belafsky : Jerk Off
- Tony Cox : Smitty
- Jsu Garcia : Carlos
- Ed Begley Jr. : l'avocat
- Nell Carter : la serveuse
- Gilbert Gottfried : l'agent de sécurité
- Leo Rossi : Rusty
- Yeardley Smith : Veronica
- Jeff Altman : le médecin
- Louie Anderson : le présentateur du jeu télévisé
- Michael Bolton : lui-même
- Blake Clark : le fermier
- Rick Ducommun : Wilson
- Rance Howard : le prêtre
- Ron Jeremy : l'homme avec les oreilles de sa femme
- Sam Lloyd : un député
- Kevin West : Lance
- Neil Brown Jr. : un détenu